# Cuphea rubescens
Cuphea rubescens är en fackelblomsväxtart som beskrevs av Emil Bernhard Koehne. Cuphea rubescens ingår i släktet blossblommor, och familjen fackelblomsväxter. Inga underarter finns listade i Catalogue of Life.